# La Villeneuve-au-Chêne
La Villeneuve-au-Chêne ist eine französische Gemeinde mit 404 Einwohnern (Stand: 1. Januar 2022) im Département Aube in der Region Grand Est (vor 2016 Champagne-Ardenne); sie gehört zum Arrondissement Bar-sur-Aube und ist Teil des Kantons Vendeuvre-sur-Barse.

## Geographie
La Villeneuve-au-Chêne liegt etwa 28 Kilometer ostsüdöstlich von Troyes im Regionalen Naturpark Forêt d’Orient am Fluss Barse. Umgeben wird La Villeneuve-au-Chêne von den Nachbargemeinden Piney im Norden, Vendeuvre-sur-Barse im Osten und Nordosten, La Loge-aux-Chèvres im Nordosten, Champ-sur-Barse im Osten, Villy-en-Trodes im Süden, Briel-sur-Barse im Südwesten sowie Mesnil-Saint-Père im Westen.

## Bevölkerungsentwicklung
| Jahr                      | 1962 | 1968 | 1975 | 1982 | 1990 | 1999 | 2006 | 2011 | 2016 |
| Einwohner                 | 362  | 414  | 391  | 404  | 429  | 413  | 421  | 455  | 428  |
| Quelle: Cassini und INSEE |      |      |      |      |      |      |      |      |      |

## Sehenswürdigkeiten

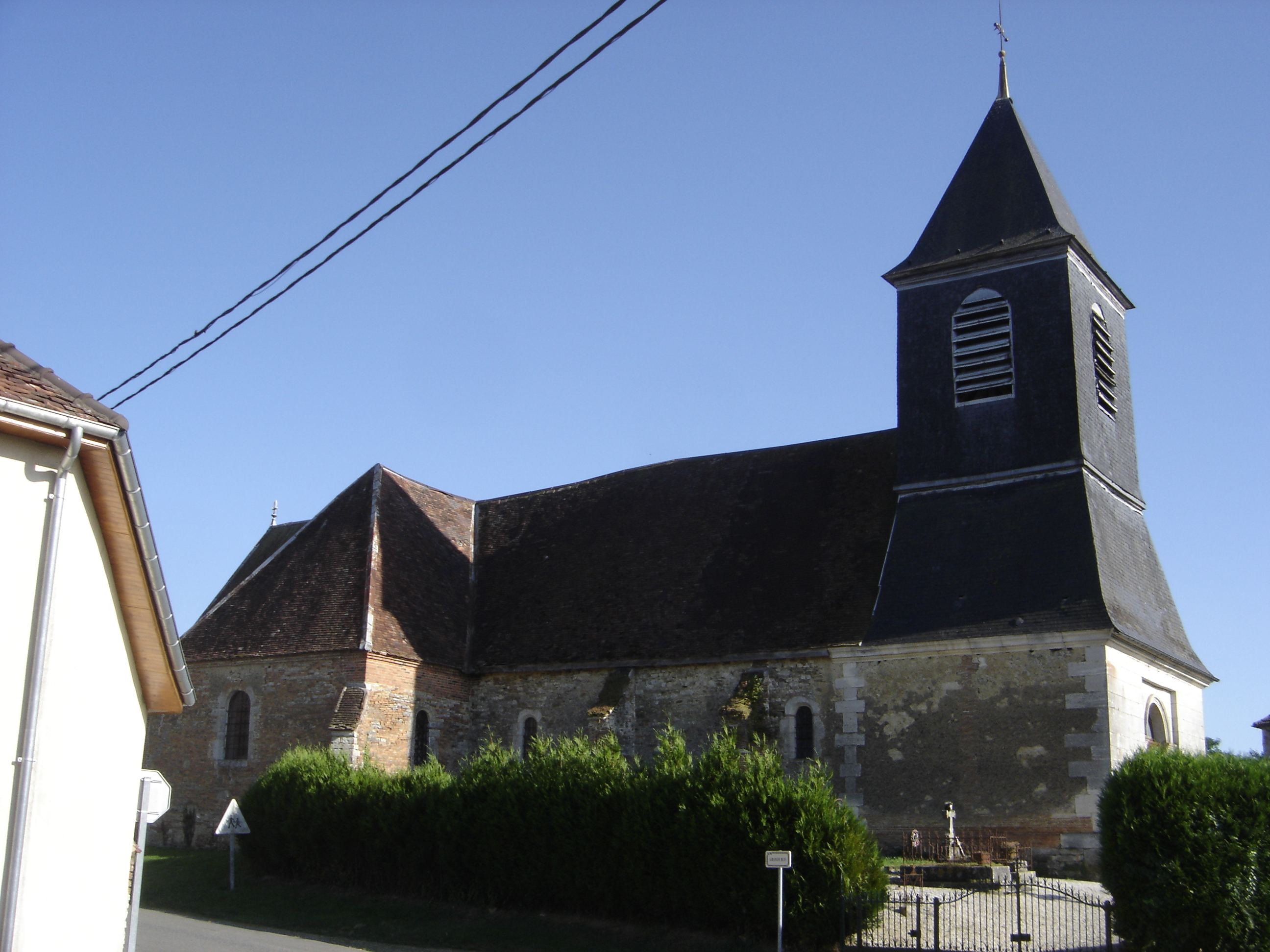
Kirche Saint-Nicolas

- Kirche Saint-Nicolas aus dem 12. Jahrhundert